# Investigation Discovery (Canada)
 (signalé en août 2025).
Si vous disposez d'ouvrages ou d'articles de référence ou si vous connaissez des sites web de qualité traitant du thème abordé ici, merci de compléter l'article en donnant les références utiles à sa vérifiabilité et en les liant à la section « Notes et références ».
- Archive Wikiwix
- Bing
- Cairn
- DuckDuckGo
- E. Universalis
- Gallica
- Google
- G. Books
- G. News
- G. Scholar
- Persée
- Qwant
- (zh) Baidu
- (ru) Yandex
- (wd) trouver des œuvres sur Wikidata

Investigation Discovery (en abréviation I.D.) est une chaîne de télévision canadienne appartenant à Rogers Sports & Media. La chaîne se concentre sur la véritable programmation de la criminalité. 
La chaîne est une déclinaison de la version américaine.

## Histoire
Investigation Discovery est l'un des cinq réseaux de spécialités qui ont été relancés par Rogers le 1er janvier 2025, après l'annonce de juin 2024 qu'elle avait acquis les droits de Warner Bros. Discovery (WBD) marques de fait et de style de vie. La chaîne succède à une itération d'identité qui était détenue par la majorité par Bell Media, qui a simultanément relancé en tant que version canadienne d'Oxygen.